# اکستروژن ضربه‌ای

اکستروژن معکوس سیلندر. در اکستروژن معکوس با پایین آمدن سنبه، ماده به سمت بالا جریان می‌یابد. اصلی‌ترین تفاوت اکستروژن ضربه‌ای با اکستروژن معمولی، سرعت بالای این فرآیند است.

اکستروژن ضربه‌ای (به انگلیسی: impact extrusion) یکی از انواع فرآیندهای اکستروژن (روزن‌رانی) است که برای شکل‌دهی مواد از طریق نیروی پرس و با سرعت بالا استفاده می‌شود. این فرآیند قابلیت این را دارد تا قطعاتی با شکل نزدیک به محصول نهایی (به انگلیسی: near-net shape) و تلرانس ابعادی مناسب تولید کند. اکستروژن ضربه‌ای شامل اکستروژن مستقیم، معکوس و ترکیبی است که بر اساس جهت حرکت سنبه و جریان ماده نسبت به هم تقسیم‌بندی می‌شوند. این روش عمدتا بر روی موادی با استحکام کم مانند آلومینیوم، مس و... قابلیت انجام دارد. پارامترها و ویژگی‌های مختلفی مانند سرعت سنبه، زاویه ورود قالب و... بر این فرآیند و خواص قطعه تولیدشده تاثیرگذار خواهند بود.

## معرفی فرآیند
در فرآیند اکستروژن ضربه‌ای، قطعه خام فلزی وارد قالب می‌شود و سپس یک سنبه، با نیروی چند صد تن و با سرعت بالا، به آن ضربه می‌زند. در نتیجه، ماده تحت فشار زیاد قرار گرفته و از طریق فضای موجود میان سنبه و قالب که تنها مسیر خروج است، جریان یافته و شکل داده می‌شود. این فرآیند بر اساس جهت حرکت سنبه و جریان ماده نسبت به هم، سه نوع اصلی دارد که عبارت‌اند از:
- اکستروژن ضربه‌ای معکوس: جهت حرکت سنبه در خلاف جهت جریان ماده

- اکستروژن ضربه‌ای مستقیم: جهت حرکت سنبه هم جهت جریان ماده

- اکستروژن ضربه‌ای ترکیبی: جریان ماده در هر دو جهت

از آنجایی که در اکثر موارد ماده در دمای اتاق است، اکستروژن ضربه‌ای را می‌توان یک فرآیند شکل‌دهی سرد در نظر گرفت. تغییر شکل پلاستیک در دمای اتاق منجر به کرنش سختی می‌شود که دلیل آن حرکت نابجایی‌ها در ساختار شبکه ماده است. این امر با افزایش استحکام و کاهش همزمان شکل‌پذیری همراه است. همچنین با توجه به انجام فرآیند در دمای اتاق، پس از فرآیند شکل‌دهی انقباض چندانی رخ نمی‌دهد و تلرانس‌های ظاهری قطعه مطابق تلرانس‌های قالب خواهد بود. بنابراین، در بسیاری از موارد نیازی به مراحل پردازش بیشتری نیست. 
برای قطعات فنجانی‌شکل تولیدشده با روش اکستروژن ضربه‌ای، حداکثر ارتفاع ممکن قطعه به عوامل مختلفی بستگی دارد. برای مثال در قوطی‌های گرد ساخته شده از آلومینیوم غیر آلیاژی نسبت 10:1 بین ارتفاع و قطر داخلی قوطی را می‌توان با یک مرحله اکستروژن ضربه‌ای به‌دست آورد. برای ساخت قوطی‌های بلندتر ممکن است تعداد عملیات بیشتری نیاز باشد. ساخت قوطی‌های مستطیلی نیز با این روش شدنی است اما به راحتی قوطی‌های استوانه‎‌ای نیست. 
بررسی‌ها نشان داده که در طول فرآیند اکستروژن نیرو تا حدی بالا رفته و پس از آن کاهش می‌یابد. در واقع نیروی اکسترود دارای یک قله است که با افزایش استحکام کششی ماده، افزایش می‌یابد و به ساختار ماده نیز حساس است. فنجان‌های استوانه‌ای جدار نازک با اکستروژن ضربه‌ای معکوس، از آلیاژ ریخته‌گری اصلاح‌شده تشکیل می‌شوند و بهبود کارپذیری (به انگلیسی: Workability) قطعه‌کار با اصلاح دانه‌بندی به‌دست می‌آید. همچنین در طول این فرآیند، یک خروج از مرکز δ غیرقابل اجتناب در فنجان رخ می‌دهد که به جنس قطعه کار وابسته نیست. مشخص شده‌است که از طریق حداکثر خروج از مرکز بدون ایجاد ترک می‌توان کارپذیری قطعه کار را ارزیابی کرد. اگر چه اکستروژن ضربه‌ای دارای مزایایی در تولید قطعات فنجانی شکل جدار نازک با بهره‌وری بالاست، اما کاربرد آن به مواد با استحکام کم محدود می‌شود.
برای اجرای رضایت‌بخش اکستروژن ضربه‌ای، بدون بزرگ کردن نسبت جرم سنبه به جرم قطعه خام، لازم است نسبت‌های اکستروژن در مقایسه با اکستروژن معمولی که فشار اعمال‌شده به صورت پیوسته است، کوچک‌ باشد. بنابراین فرآیند اکستروژن ضربه‌ای در ساخت قطعات کوچک قابل انجام است اما برای قطعات بزرگ‌تر به دلیل نسبت‌ اکستروژن بالاتر و در نتیجه‌ی آن الزام استفاده از نسبت‌ جرم سنبه به قطعه بزرگ، فرآیند غیرعملی خواهد بود.

## مزایای فرآیند
از آنجایی که این یک روش سردکار است، نیازی به گرم کردن قطعه کار از قبل نیست و در زمان و هزینه صرفه‌جویی می‌شود و در عین حال می‌توان از مزایای کار سرد بهره‌مند شد. همچنین خود فرآیند نیز فرآیندی سریع است زیرا تنها یک ضربه برای شکل‌دهی ماده لازم است. 
به علاوه هزینه‌های ابزارسازی آن کمتر است، در حالی که خود ابزارها نیز عمر طولانی‌تری نسبت به سایر تکنیک‌ها دارند. از نظر کارایی، فرآیند اکستروژن ضربه‌ای خروجی بالایی دارد، با حداقل مواد زاید.
از دیگر مزایای اکستروژن ضربه‌ای می‌توان به افزایش مقاومت در برابر خوردگی، چیدمان یکنواخت دانه‌ها و ایجاد محصولات نهایی سبک‌تر اشاره کرد. علاوه بر این، قطعات تولید شده دقت ابعادی و پرداخت سطح خوبی دارند و برای دستیابی به محصول نهایی عمدتا نیازی به ماشینکاری‌های بعدی نخواهد بود‌.

## مواد قابل استفاده در فرآیند
آلومینیوم و آلیاژهای آلومینیوم، مس و آلیاژهای مس، فولادهای کربنی، فولادهای آلیاژی و فولادهای زنگ‌نزن، تیتانیم، روی و منیزیم را می‌توان با این روش اکسترود کرد. آلیاژهای آلومینیوم به خوبی با اکستروژن ضربه‌ای سرد سازگار هستند. آلیاژهای با استحکام کمتر و انعطاف پذیرتر، مانند آلومینیوم 1100 و 3003، راحت‌ترین آلیاژها برای اکسترود هستند. البته هنگامی که در محصول نهایی به خواص مکانیکی بالاتری نیاز باشد، از گریدهایی با قابلیت عملیات حرارتی استفاده می‌شود.
برای مثال فشار نسبی در اکستروژن سرد برای پنج نمونه از آلیاژهای مختلف آلومینیوم آنیل‌شده به این صورت محاسبه شده‌است (آلیاژ 1100=1.0):
| گرید آلیاژ آلومینیوم | فشار نسبی اکستروژن |
| -------------------- | ------------------ |
| 1100                 | 1.0                |
| 3003                 | 1.2                |
| 6061                 | 1.6                |
| 2014                 | 1.8                |
| 7075                 | 2.3                |

## جنس ابزارهای فرآیند

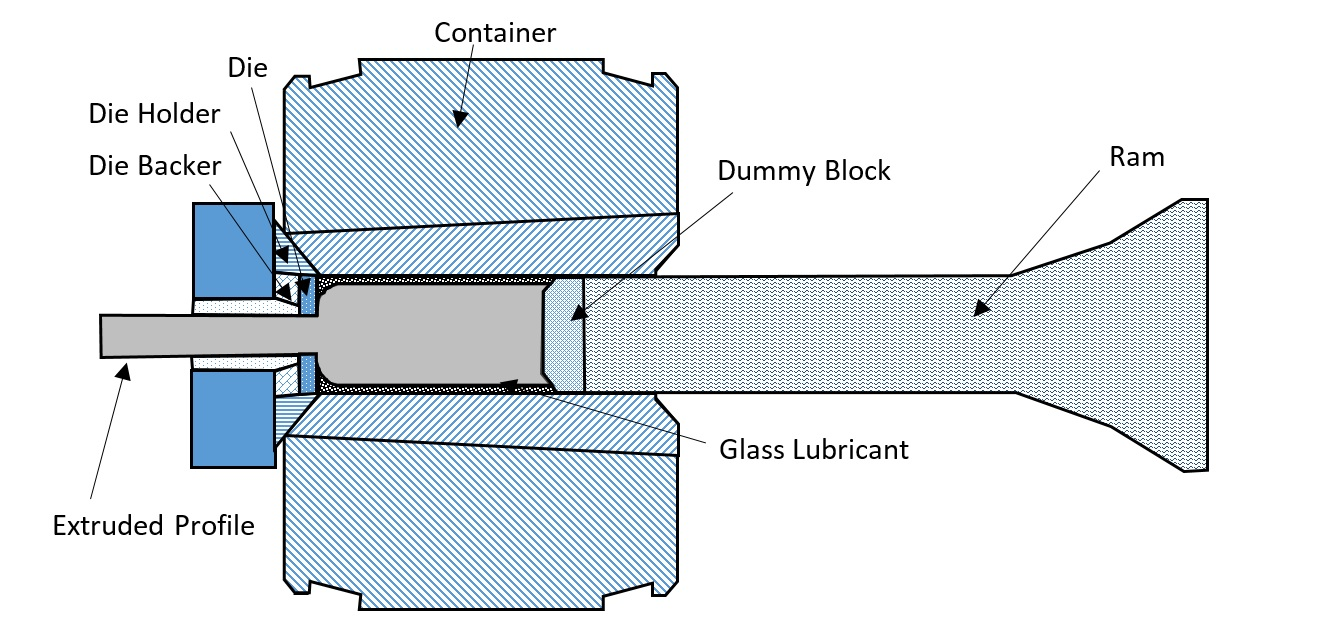
برخی قسمت‌های یک قالب اکستروژن مستقیم: سنبه،محفظه قالب، قالب، نگه‌دارنده و قسمت زیرین. در این قالب از روانکار پودر شیشه استفاده شده‌است.

فولادهای ابزار مورد استفاده در ساخت برخی قسمت‌های قالب اکستروژن آلومینیوم:
| ابزار           | گرید فولاد (AISI) | سختی راکول (HRC)        |
| --------------- | ----------------- | ----------------------- |
| قالب            | W1                | 65-67                   |
| اینسرت‌های قالب  | D2 L6 H13         | 60-62 56-62 48-52       |
| قسمت زیرین قالب | H11/H13 L6 H21 T1 | 48-50 50-52 47-50 58-60 |
| سنبه            | S1 D2 H13         | 54-56 58-60 50-52       |
| نگه‌دارنده       | H11/H13 4130/4140 | 42-48 36-44             |

## کاربردهای فرآیند

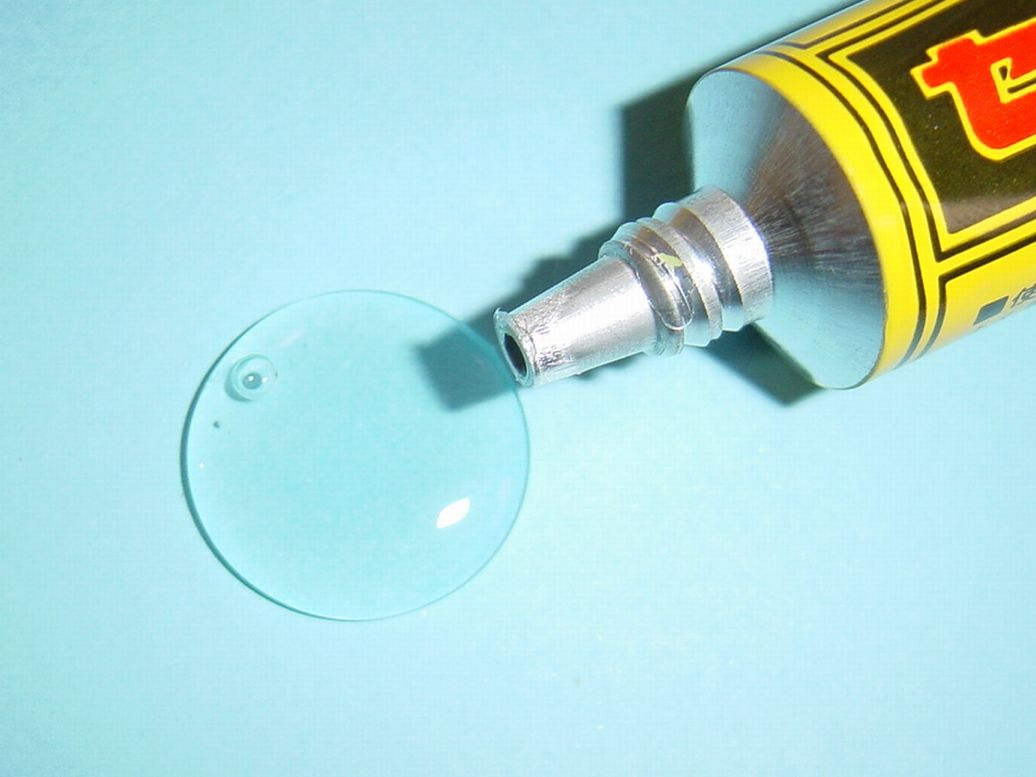
یک تیوب چسب آلومینیومی.این تیوب‌ها با استفاده از اکستروژن ضربه‌ای تولید می‌شوند.

قطعات تولید شده از اکستروژن ضربه‌ای از قطعات فنجانی ساده مانند کاسه‌های فیلتر هوای فشرده، محفظه سوئیچ‌ها و پیستون‌های ترمز گرفته تا قطعات پیچیده مانند سیلندرهای آیروسل، بطری‌های آلومینیومی و قوطی‌های آجدار، اتصالات الکتریکی، محفظه‌های موتور، قطعات لوازم خانگی، شفت‌های پلکانی، پولی‌ها و مبدل‌های حرارتی را شامل می‌شود.  همچنین تیوب‌های نگه‌دارنده آلومینیومی (مانند تیوب خمیردندان، چسب، رنگ و...) نیز با این روش تولید می‌گردند.
از این فرآیند در تولید بدنه و درب باتری‌ها نیز استفاده می‌شود. گفته می‌شود با اکستروژن ضربه‌ای، می‌توان تا پنج برابر قطعات بیشتری نسبت به کشش عمیق ساخت، در حالی که استفاده از مواد نیز بسیار بیشتر است.
از اکستروژن ضربه‌ای سرد همچنین می‌توان در تولید قطعات فنجانی‌شکل با دیواره‌های دو فلزی (به انگلیسی: bimetallic)، از جنس دو فلز غیرمشابه، استفاده کرد.